# بوليخرونو
بوليكرونون (Πολύχρονον) هي مدينة في هالكيديكي في مقاطعة فوريا إلادا في اليونان.